# Newcastle Branch Line
Newcastle Branch Line (också kallad Newcastle railway line) är en järnväg belägen i den australiska delstaten New South Wales andra största stad Newcastle. Sedan den 26 december 2014 löper banan mellan järnvägsknutarna Islington Junction samt Woodville Junction och Hamilton Railway Station. Innan dess löpte banan in i stadens kärna, till slutstationen Newcastle Railway Station.

## Stängning
Sträckan mellan Hamilton och Newcastle slutade betjänas av tåg från och med den 26 december 2014. Regeringen hade som avsikt att infrastrukturen skulle rivas efter detta datum. Föreningen Save Our Rail konstaterade att regeringen planerade att kringgå lagen och prövade målet i New South Wales högsta domstol. Domstolen gick på Save Our Rails linje och förklarade att regeringen försökte att kringgå lagen Transport Administration Act 1988 § 99A, som erfordrar att parlamentet måste stifta ny lag innan en järnväg stängs och infrastrukturen rivs. Domstolen tillät regeringen att ta bort cirka 700 meter av kontaktledning, som måste återuppföras om regeringen inte lyckas med sitt överklagande. Överklagandet kommer att prövas av domstolen i mars 2015.